# Прямое восстановление железа

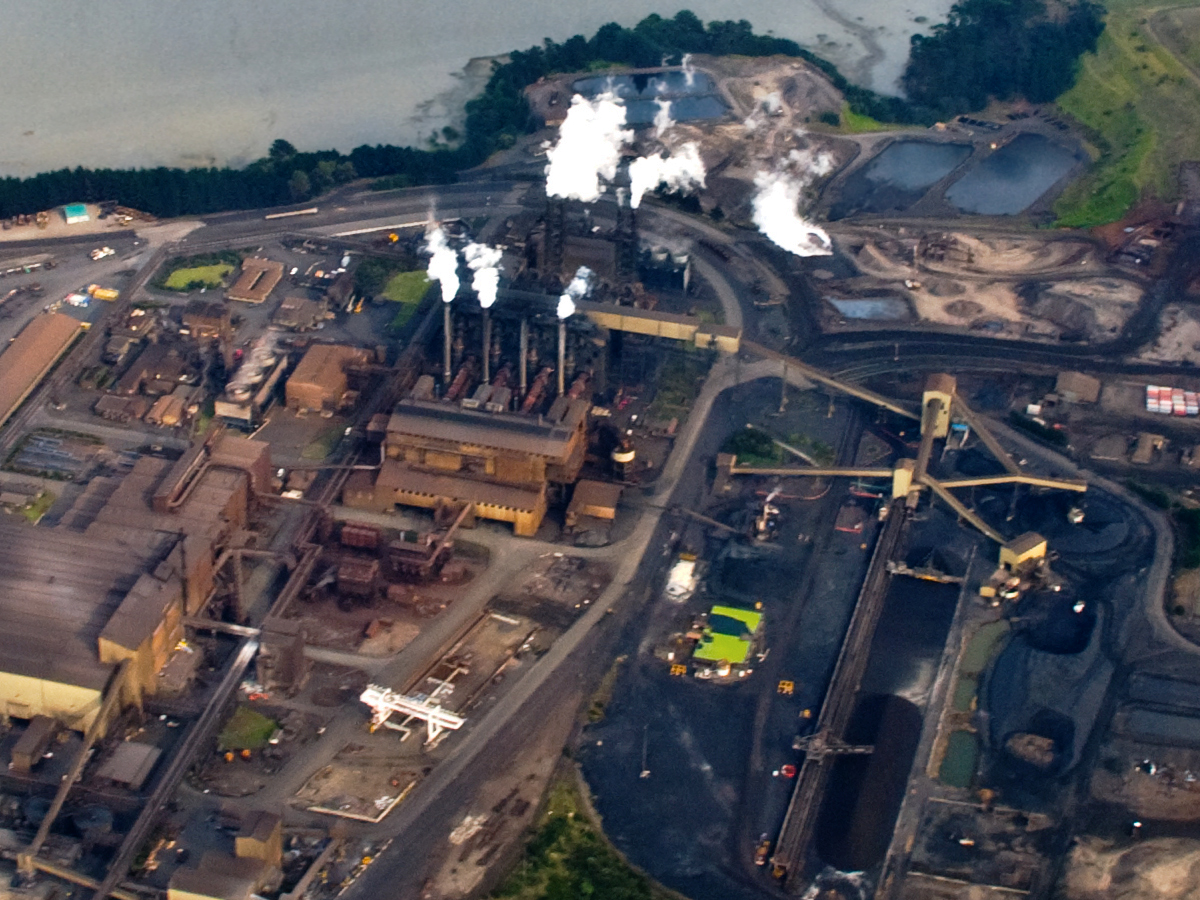
Завод в Новой Зеландии

Прямо́е восстановле́ние желе́за — это восстановление железа из железной руды или окатышей с помощью газов (СО, Н2, NH3), твёрдого углерода, газов и твёрдого углерода совместно. Процесс ведётся при температуре около 1000 °C, при которой пустая порода руды не доводится до шлакования, примеси (Si, Mn, P, S) не восстанавливаются, и металл получается чистым. В литературе также встречаются термины: металлизация (частичная металлизация) руд, прямое получение железа, бездоменная (внедоменная) металлургия железа, бескоксовая металлургия железа. Продукт процесса называют железом прямого восстановления (DRI от англ. Direct Reduced Iron).

## История
Попытки получить сталь минуя доменный процесс предпринимались в СССР ещё с 1950-х годов. Промышленное производство железа непосредственно из руды, минуя доменный (с использованием кокса) процесс, появилось в 1970-х годах. Первые установки прямого восстановления железа были малопроизводительны, а конечный продукт имел сравнительно много примесей. Широкое распространение этого процесса началось в 1980-х годах, когда в горно-металлургическом комплексе началось широкое применение природного газа, который идеально подошёл для прямого восстановления железной руды. Кроме того, помимо природного газа, в процессе прямого восстановления железа оказалось возможным использование продуктов газификации углей (в частности бурых), попутного газа нефтедобычи и другого топлива-восстановителя.
Технологические изменения, произошедшие в 1990-е годы, позволили значительно снизить капитало- и энергоёмкость различных процессов прямого восстановления железа, в результате чего произошёл новый скачок в производстве продукции DRI (от англ. Direct Reduction of Iron).
С 1970 года по 2007 год общее производство железа прямого восстановления в мире возросло с 800 тыс. т до 67,22 млн т. Крупнейшими его производителями стали Индия, Венесуэла, Иран и Мексика. Но экономическая обоснованность применения этой технологии зависит от соотношения цен на природный газ и цен на продукцию металлургии. Так, из-за высоких цен на природный газ в Северной Америке некоторые предприятия по производству железа прямого восстановления в 2005 году были остановлены, поскольку в этих условиях их работа стала нерентабельной.

## Классификация процессов

Доля сталеплавильных процессов в мире: жёлтый — бессемеровский; зелёный — мартеновский; синий — кислородные конвертера; красный — электропечи; розовый — прямое восстановление железа

Схема процесса прямого восстановления железа Krupp-Renn

Схема процесса Midrex

Наиболее предпочтительной, по мнению большинства специалистов, является классификация по виду получаемого продукта:
- получение частично металлизованных (степень металлизации 30—50 %) материалов для доменных печей;
- получение высокометаллизованного продукта (степень металлизации 85—95 %) в твёрдом виде (губчатого железа) для переплавки в сталеплавильных агрегатах с получением стали;
- получение металлизованного продукта в пластическом состоянии (кричного железа) для различных целей, в том числе как вариант пирометаллургического обогащения труднообогатимых, бедных и комплексных руд;
- получение жидкого металла (чугуна или полупродукта) для переплава в сталеплавильных печах[7].

## Сравнение сдоменным процессом

### Возможности переработки бедных железных руд
Доменный процесс обеспечивает получение кондиционного чугуна из железных руд с любым содержанием железа, при этом содержание железа влияет лишь на технико-экономические показатели процесса. Металлизация бедных руд может быть эффективна лишь для получения кричного железа и жидкого металла. Частично металлизованные материалы и губчатое железо получать из бедных руд неэффективно. При получении частично металлизованных материалов из бедных руд необходимо затратить большее количество тепла на нагрев пустой породы и увеличить расход восстановителя. Производство губчатого железа из руд, содержащих более 2,5—3,0 % пустой породы, приводит к резкому росту расхода электроэнергии в процессе плавки металлизованных окатышей из-за резкого увеличения количества шлака.

### Наличие примесных элементов
Доменная печь в состоянии полностью обеспечить получение кондиционного по сере чугуна. Удаление из чугуна меди, фосфора, мышьяка в доменной печи невозможно. Низкотемпературные процессы получения губчатого железа не обеспечивают удаления попутных элементов, то есть все попутные элементы, присутствующие в исходной руде, остаются в губчатом железе и попадают в сталеплавильный агрегат. Это же относится к получению кричного металла (здесь возможна некоторая степень удаления серы). Получение жидкого металла позволяет удалить из процесса летучие элементы (цинк, щелочные металлы), а степень удаления серы, мышьяка и фосфора зависит от режима процесса.

### Физические свойства руды
В доменной печи перерабатывают исключительно кусковой железорудный материал, причём размер кусков не должен быть менее 3—5 мм. Отсюда вытекает необходимость процесса окускования руд. Это требование остаётся обязательным для процессов получения губчатого и кричного железа в шахтных и вращающихся печах. Низкотемпературная металлизация измельчённых руд возможна в специальных агрегатах (например, аппараты кипящего слоя). Для большинства способов внедоменного получения жидкого металла размер кусков руды не имеет значения, поэтому возможно исключение из металлургического передела дорогостоящих процессов окускования мелких руд.

### Использование недефицитных видов топлива
Современные доменные печи в качестве топлива используют только металлургический кокс. Прежде всего это связано с высокими прочностными качествами кокса, сохраняющимися при высоких температурах. Ни один из известных ныне (2007 год) видов твёрдого топлива не может в этом отношении конкурировать с коксом. Большинство известных способов и технологий металлургии железа не требуют использования кокса в качестве компонента шихты. Могут быть использованы полученные различным способом восстановительные газы (в основном при производстве губчатого железа), недефицитные виды каменного угля, бурые угли и продукты их переработки, нефтепродукты и др.

### Использование новых видов энергии
Несмотря на то что использование энергии плазмы, атомной и других новых источников энергии для доменного производства не исключается, наибольший эффект от их применения наблюдается при внедоменном получении металла. Это повышает шансы новых технологий в конкуренции с доменным процессом в будущем.

## Технология
Процессы получения губчатого железа осуществляются при умеренных температурах с использованием газообразного или твёрдого восстановителя в различных агрегатах: шахтных, трубчатых, туннельных, муфельных, отражательных, электронагревательных печах, ретортах периодического действия, конвейерных машинах, реакторах с кипящим слоем и др. Иногда эти агрегаты соединены в комплексы, в которых наиболее часто сочетаются с электропечью (электродоменной или дуговой) для получения жидкого металла (чугуна и стали). Чаще всего губчатое железо применяют как высокочистую добавку к стальному лому. Наиболее стабильный спрос на губчатое железо отмечается в странах с недостаточными мощностями доменного производства и поставками стального лома.
Основными процессами, используемыми на работающих, строящихся и проектных установках для производства губчатого железа, являются процессы с применением шахтных печей и реторт периодического действия. Процессы с использованием вращающихся печей и твёрдого восстановителя находят промышленное применение, главным образом, при переработке металлургических отходов — пылей и шламов, которые содержат примеси цинка, свинца и др., а также комплексных железных руд (богатых титаном, хромом, никелем, марганцем и др.), не пригодных для использования в доменных печах. Процессы в кипящем слое получили меньшее распространение в связи с целым рядом специфических особенностей (жёсткие требования к гранулометрическому составу, газодинамические ограничения существования кипящего слоя, температурные условия и др.).
Процессы металлизации в шахтных печах во многом похожи на процессы, протекающие в шахте доменных печей в области умеренных температур. Однако имеются и значительные отличия: в шахтной печи отсутствует кокс; важную роль в процессах восстановления оксидов железа играет водород; восстановительный газ является единственным источником тепла, обеспечивающим все тепловые потребности процесса.
В процессе восстановления окатыши обжигают, и обрабатывают в шахтной печи горячими продуктами конверсии газа (твёрдого топлива), которые содержат водород. Водород легко восстанавливает железо:
{\displaystyle {\mathsf {Fe_{2}O_{3}+3H_{2}\ {\xrightarrow {1000^{\circ }C}}\ 2Fe+3H_{2}O}}},
при этом не происходит загрязнения железа такими примесями как сера и фосфор, которые являются обычными примесями в каменном угле. Железо получается в твёрдом виде и в дальнейшем переплавляется в электрических печах. Для получения тонны железа прямым восстановлением из руды необходимо затратить примерно 1000 м3 водорода.
По своей сути процесс прямого восстановления железа является восстановлением железа из руд, минуя доменный процесс, то есть кокс в процессе не участвует.
Наиболее отработанным и широко распространённым процессом является процесс Midrex. С 1983 года на Оскольском электрометаллургическом комбинате работают четыре модуля процесса металлизации Midrex общей мощностью 1700 тыс. т металлизованных окатышей в год. В состав каждого модуля входят: шахтная печь металлизации, реформер (реактор конверсии природного газа); система производства инертного газа; система аспирации. Система водного хозяйства, свеча, помещение пульта управления и электроснабжение являются общими для каждой пары модулей.
Шахтная печь для металлизации состоит из загрузочного (промежуточного) бункера; верхнего динамического затвора с загрузочным распределителем и загрузочными трубами; зоны восстановления; промежуточной зоны; зоны охлаждения; огнеупорной футеровки; постоянно действующих питателей; нижнего динамического затвора и маятникового питателя (для выгрузки готового продукта).

## Продукты прямого восстановления

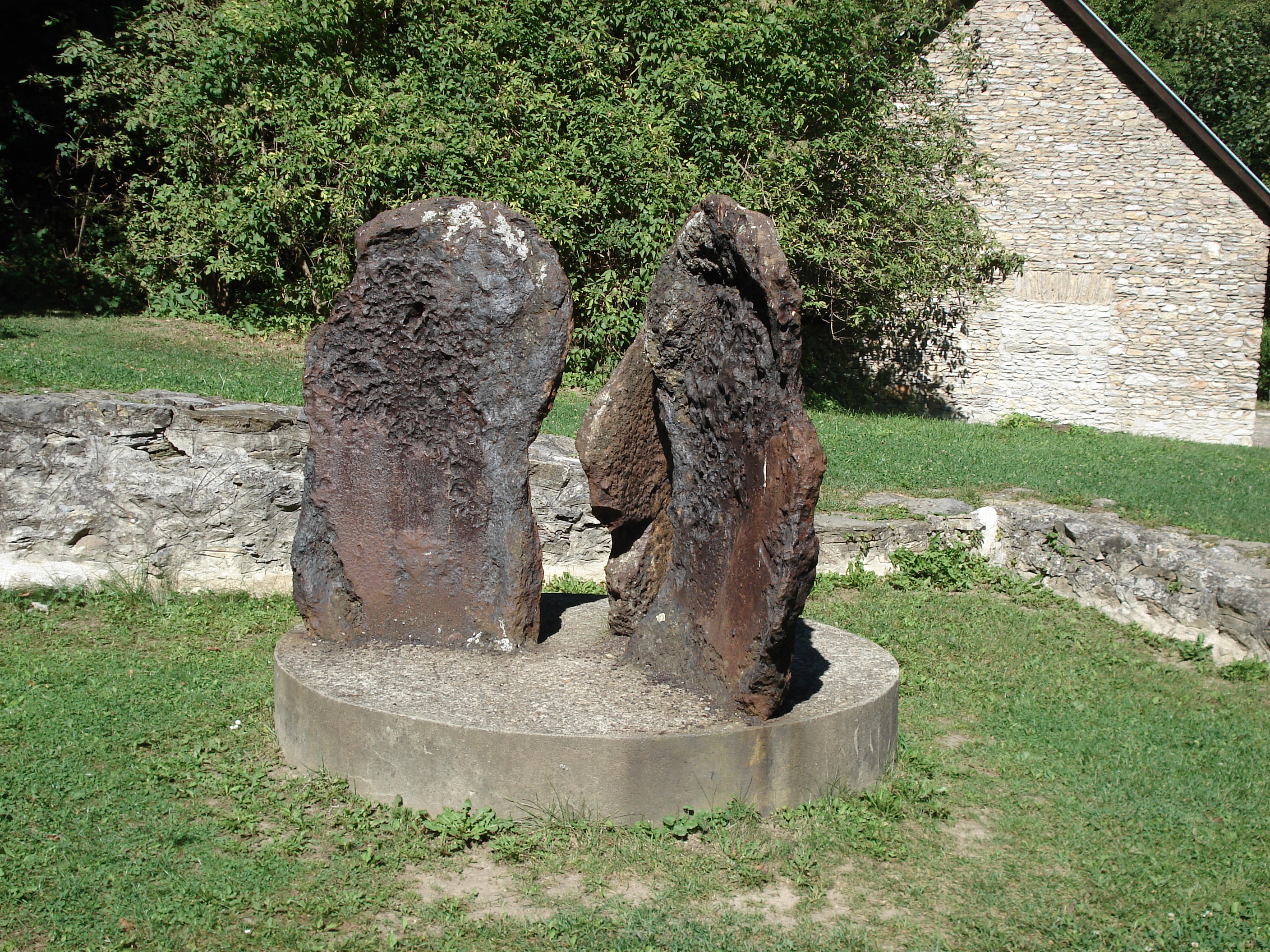
Слиток из губчатого железа в музее в Венгрии

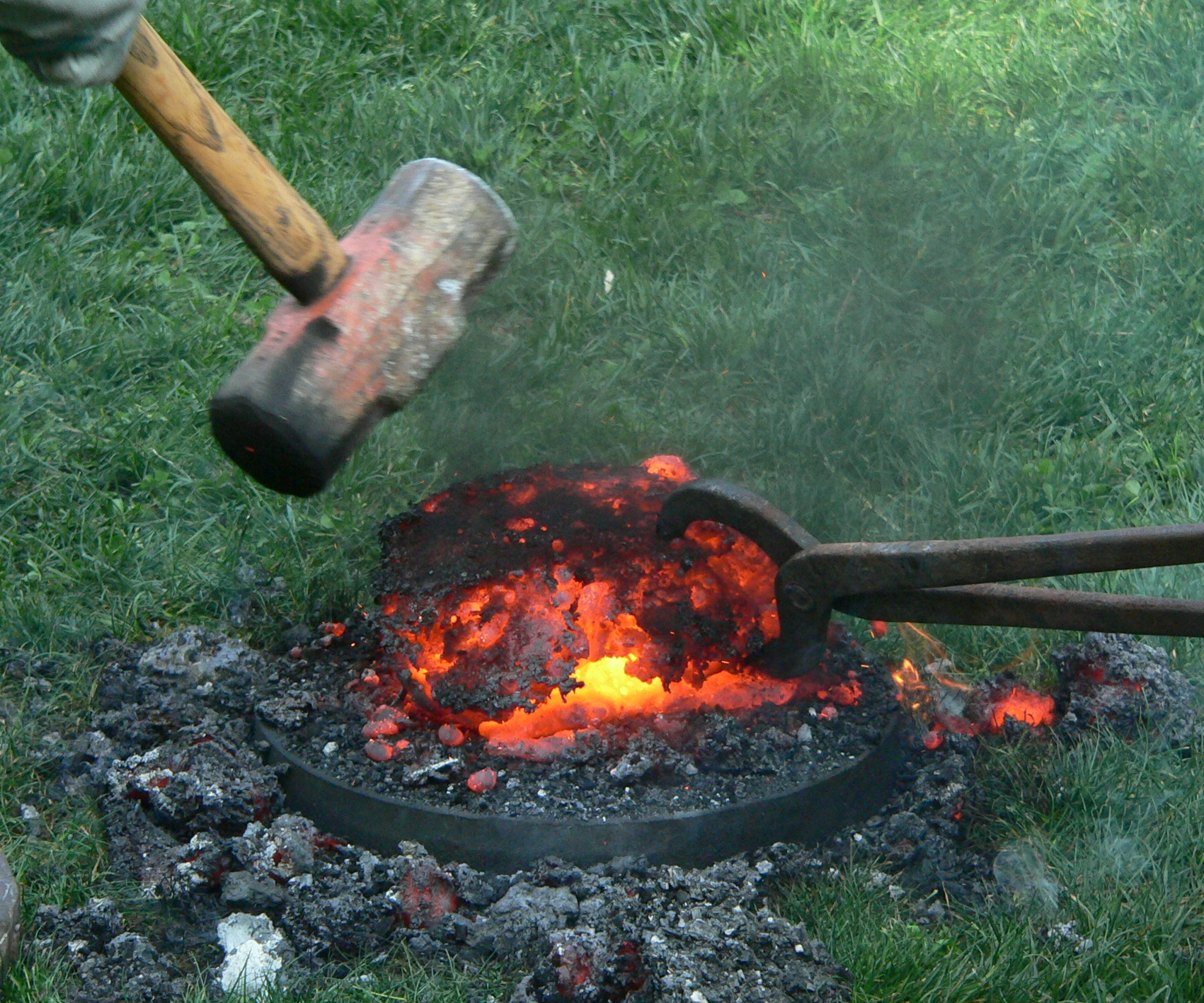
Кричное железо

### Губчатое железо
Губчатым железом называют продукт, который получают в результате восстановления железорудного материала без его плавления при температуре менее 1000—1200° С. В зависимости от вида исходного сырья губчатое железо представляет собой пористые куски восстановленной руды (редко агломерата) или окатыши, а в некоторых случаях — металлический порошок. Поскольку при восстановлении объёмные изменения материала сравнительно невелики, плотность губчатого железа меньше плотности сырья, а пористость велика. Обычно кажущаяся плотность кускового губчатого железа 2—4 г/см3, а пористость 50—80 %.
В некоторых процессах восстановления мелкой руды, окалины или концентрата в неподвижном слое (например, в процессе Хоганес) происходит одновременное спекание исходного порошкового материала. Плотность образующегося брикета до некоторой степени зависит от температуры восстановления. Вследствие малой плотности губчатого железа насыпная масса его получается меньшей по сравнению с ломом, что приводит иногда к необходимости брикетирования (прессования) перед плавкой. Брикетирование проводят на прессах различного типа при удельных давлениях 1—3 тс/см2; при этом получают плотность брикетов до 5 г/см3.
Сильно развитая поверхность и высокая сообщающаяся пористость губчатого железа вызывают его повышенную окисляемость при хранении и транспортировке в неблагоприятных атмосферных условиях, хотя имеющиеся по этому вопросу данные противоречивы. Брикетирование уменьшает окисляемость.
Химический состав губчатого железа определяется в основном составом сырья. По сравнению с ломом оно значительно чище по содержанию примесей цветных металлов. Содержание пустой породы в нём выше, чем в исходной руде, пропорционально степени восстановления. Обычно сырьём служат богатые руды или концентраты, поэтому губчатое железо не подвергают дополнительной очистке и оно содержит все примеси пустой породы сырья. При получении губчатого железа из бедного сырья его подвергают обогащению магнитной сепарацией.
Губчатое железо используют для плавки стали (главным образом в электропечах), цементации меди (осаждения её из сернокислых растворов) и получения железного порошка.

### Металлизованная шихта
Металлизованной шихтой называют частично восстановленное железорудное сырьё, применяемое в доменной печи и в кислородных конвертерах для охлаждения плавки (взамен руды и лома). Степень восстановления металлизованной шихты обычно не превышает 80 %, в то время как для губчатого железа она чаще всего не бывает ниже 90 %.

### Кричное железо
Кричное железо, производимое сейчас, отличается от той крицы, которую несколько веков назад получали в кричных горнах в виде больших кусков и проковывали непосредственно в изделия. Кричное железо в настоящее время производят в трубчатых вращающихся печах из бедных железных и железо-никелевых руд восстановлением их при 1100—1200 °С. Оно представляет собой довольно мелкие (крупностью 1—15 мм) металлические частицы с механическими примесями и включениями шлака. Количество шлаковых примесей в зависимости от схемы измельчения и магнитной сепарации промежуточного продукта составляет 10—25 %. При переработке хромо-никелевых руд получаемая крица содержит никель. Обычно крица имеет также высокое содержание фосфора и серы. Как правило, крицу используют в доменных печах, а в некоторых странах — в электропечах для выплавки стали или ферроникеля.

### Чугун или углеродистый полупродукт
Чугун или углеродистый полупродукт получают во вращающихся печах или в электропечах, прямо связанных с печью восстановления, где восстановителем является твёрдое топливо. Чугун, полученный внедоменными методами, не отличается от обычного доменного; в ряде случаев получают полупродукт с меньшим содержанием некоторых примесей, чем в чугуне. Передел чугуна и полупродукта на сталь производится в известных сталеплавильных агрегатах без затруднений, а в случае полупродукта — с несколько меньшими затратами, чем передел доменного чугуна.

## Реализованные на практике процессы и их агрегаты

Производство продукции прямого восстановления железа в мире, тонн; доля процесса Midrex в общем объёме, %; доля технологий металлизации с использованием угля, %; доля технология HYL III, %; прочие технологии, %

### Твёрдое восстановление[13]
Восстановление газом
- Сырьё (Окисленные окатыши и кусковая руда) → Шахтные печи (Purofer, Midrex, Arex, Hyl III, Hyl ZR)
- Сырьё (Окисленные окатыши и кусковая руда) → Реторты (Hyl I)
- Сырьё (Рудная мелочь, отходы) → Реакторы с кипящим слоем (Fior, Finmet, Cincored, Spirex, Iron Carbide)

Восстановление углём
- Трубчатые печи (OSI, TDR, DRC,Ghaem, SL/RN, Jindal, Siil,Codir)
- Печи с вращающимся подом (Comet, Fastmet, Inmetco, Dry Iron, Iron Dinamics)
- Реактор с кипящим слоем (Circofer)
- Многоподовая вращающаяся печь (Primus)

### Жидкофазное восстановление[13]
- Процессы с плавильным генератором (Corex, Finex)
- Процессы в жидкой ванне (DIOS, Romelt (также известен как процесс ПЖВ), Hismelt, AusIron, Tecnored, AISI Direct, Ironmaking, CCF)
- Струйно-эмиссионные процессы (ИРСИД, БИСРА, СЭР)

### Прочие процессы
- Доред, Krupp-Renn, Экеторп-Валлак, способ Буше, процесс в кипящем шлаковом слое Кавасаки, COIN[14]